# ウェン・イン・ローマ
ホエン・イン・ローム（When in Rome）は、イギリスのシンセポップ/ニュー・ウェイヴ・グループである。1988年のシングル「ザ・プロミス」で広く知られており、アメリカのBillboard Hot 100で11位を記録し、彼らにとって唯一のトップ40ヒットとなった。
1990年の解散後は、それぞれオリジナル・メンバーが主導するホエン・イン・ローム IIとホエン・イン・ローム UKの2つに分かれて活動している。

## メンバー

### オリジナル・ラインナップ (1987年–1990年)
- クライヴ・ファリントン (Clive Farrington) – ボーカル
- アンドリュー・マン (Andrew Mann) – ボーカル
- マイケル・フロレアル (Michael Floreale) – キーボード

### ホエン・イン・ローム II (2006年– )
- マイケル・フロレアル – キーボード
- トニー・フェネル (Tony Fennell) – ボーカル、ギター
- クリス・ウィレット (Chris Willett) – ドラム
- ジャック・アイヴィンズ (Jack Ivins) – ドラム

### ホエン・イン・ローム UK (2009年– )
- クライヴ・ファリントン – ボーカル
- アンドリュー・マン – ボーカル
- ロブ・フアレス (Rob Juarez) – ドラム

## ディスコグラフィ

### スタジオ・アルバム
- 『ザ・プロミス』 - When in Rome (1988年、Virgin)
- When in Rome II (2015年、Spectra)

### シングル
- 「ザ・プロミス」 - "The Promise" (1988年)
- "Heaven Knows" (1989年)
- "Everything" (1989年)
- "Sight of Your Tears" (1990年)
- "The Promise (Orchestral Version)" (2020年)